# Wife acceptance factor
De Wife Acceptance Factor (WAF) verwijst naar de kans dat een dure aankoop door de vrouw wordt goedgekeurd.  Over het algemeen heeft de aankoop betrekking op de duurdere consumentenelektronica zoals (grote) luidsprekers, home cinema systemen, televisies, en computers. Moderne, compacte oplossingen die er aantrekkelijk uitzien voldoen doorgaans aan de WAF. Deze term komt voort uit de stereotypering dat mannen een hoog gadgetgehalte en prestaties hoog in het vaandel hebben staan, terwijl vrouwen gevoelig zijn voor visuele en esthetische aspecten. WAF wordt in veel elektronicazaken gebruikt als graadmeter voor succes. Vrouwen blijken volgens een onderzoek van het Amerikaanse Consumer Electronics Association bij de aanschaf van elektronica in 88 procent van de gevallen direct of indirect invloed uit te oefenen op de uiteindelijke keuze. 

## Geschiedenis
De term "Wife Acceptance Factor" werd in september 1983 voor het eerst gebruikt door Larry Greenhill in een artikel over de Quad ESL-63. Greenhill stelt echter dat het begrip al eerder werd gebruikt door professor Lewis Lipnick in de jaren 50. In deze periode werden veel grote luidsprekers geproduceerd die overweldigend aanwezig waren in de meeste woonkamers. De vrouw van Lipnick, actrice Lynn-Jane Foreman, had een andere benadering van de WAF: Marriage Interference Factor (MIF). Zij stelt dat audiofiele echtgenotes een balans moeten zoeken tussen de lelijke elektronica die door de echtgenoot wordt aangeschaft en de cadeaus van een gelijke waarde voor de vrouw, zoals tickets voor de opera en juwelen.